# Mikkelsen Islands, Nunavut
Mikkelsen Islands är öar i Kanada.   De ligger i territoriet Nunavut, i den norra delen av landet, 3 500 km nordväst om huvudstaden Ottawa. Arean är 8,0 kvadratkilometer.
Terrängen på Mikkelsen Islands är platt. Öns högsta punkt är 55 meter över havet. Den sträcker sig 4,3 kilometer i nord-sydlig riktning, och 3,1 kilometer i öst-västlig riktning.
Trakten runt Mikkelsen Islands är permanent täckt av is och snö. Trakten runt Mikkelsen Islands är nära nog obefolkad, med mindre än två invånare per kvadratkilometer.